# Spectre (film, 1980)
Pour plus de détails, voir Fiche technique et Distribution.
Spectre (The Boogeyman) est un film américain réalisé par Ulli Lommel, sorti en 1980.

## Synopsis
Une femme en pleine action avec son amant sont observés par les enfants de celle-ci, surpris l'homme attache le jeune garçon. Libéré par sa sœur il s'en va tuer l'amant de sa mère avec un couteau.
Il sombre ensuite dans le mutisme, tandis que sa sœur de son côté est hantée par la vision du meurtre qu'elle a vu dans le miroir, son mari décide de l'emmener dans la maison du drame où elle brise le miroir... libérant malheureusement l'amant assoiffé de vengeance.

## Fiche technique
- Titre : Spectre
- Titre original : The Boogeyman
- Réalisation : Ulli Lommel
- Scénario : Ulli Lommel
- Production : Ulli Lommel et Gillian Gordon
- Sociétés de production : The Jerry Gross Organization Image Entertainment
- Musique : Tim Krog
- Photographie : Jochen Breitenstein
- Pays d'origine :  États-Unis
- Genre : horreur
- Durée : 82 minutes (85 minutes au Royaume-Uni)
- Date de sortie : 1980 (États-Unis)
- Affiche : Michel Landi (France)

## Distribution
- Suzanna Love (VF : Évelyn Séléna) : Lacey (Laura en VF)
- Ron James (VF : Bernard Murat) : Jake
- John Carradine (VF : Jean Martinelli) : le Dr Warren
- Nicholas Love : Willy
- Raymond Boyden (VF : Jackie Berger) : Kevin
- Felicite Morgan (VF : Claude Chantal) : la tante Helen
- Bill Rayburn (VF : Georges Atlas) : l'oncle Ernest
- Llewelyn Thomas (VF : Claude Joseph) : le père (O')Reilly
- Gillian Gordon (VF : Perrette Pradier) : la mère de Lacey (Laura) et Willy
- Lucinda Ziesing (VF : Béatrice Delfe) : Susan
- David Swim (VF : Jackie Berger) : Timmy
- Katie Casey (VF : Sylvie Feit) : l'adolescente sur la plage
- Catherine Tambini (VF : Catherine Lafond) : Katy